# Popice
Popice (in tedesco Poppitz) è un comune della Repubblica Ceca facente parte del distretto di Břeclav, in Moravia Meridionale.